# Martha (Flotow)
Martha o Martha oder Der Markt zu Richmond (Martha o el mercat de Richmond) és una òpera en quatre actes de Friedrich von Flotow, amb llibret en alemany de Friedrich Wilhelm Riese, basat en el ballet Lady Henriette de Jules-Henri Vernoy de Saint-Georges. S'estrenà al Kärntnertor Theater de Viena el 25 de novembre de 1847. A Catalunya es va estrenar al Teatre Principal de Barcelona el 9 de febrer de 1860.